# بلدرچین قهوه‌ای
بلدرچین قهوه‌ای (نام علمی: Coturnix ypsilophora) نام یک گونه از تیره قرقاولیان است.